# Herbert von Denffer

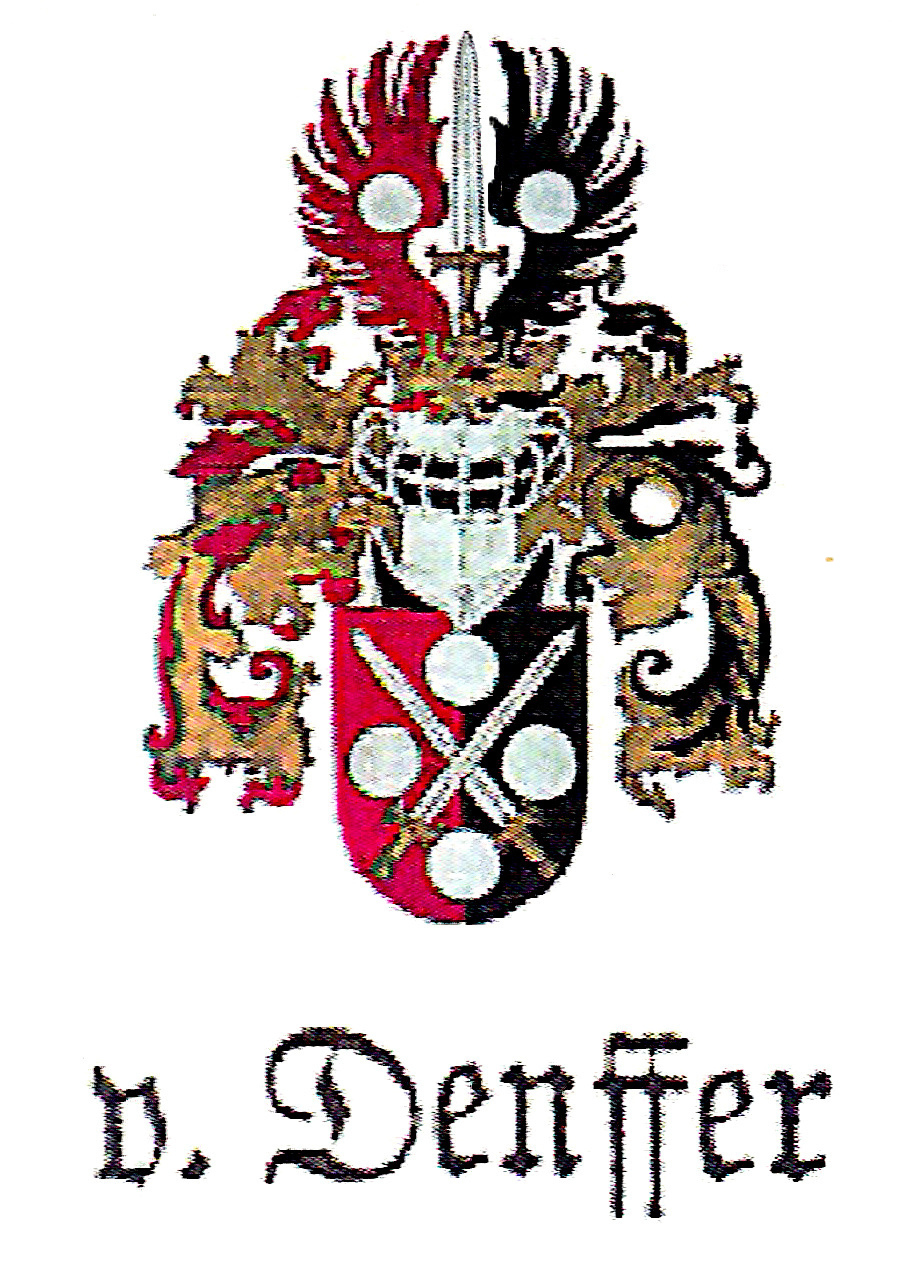
Wappen derer von Denffer

Herbert Julius von Denffer (* 24. Juni 1907 in Narva; † 1988) entstammte dem alten kurländischen Adelsgeschlecht derer von Denffer. Er war ein deutsch-baltischer Versicherungsmathematiker und leitete im Zweiten Weltkrieg eine Gruppe von Kryptoanalytikern im Oberkommando des Heeres (OKH).

## Leben
Im Jahr 1935 wurde er bei Adolf Hammerstein an der Humboldt-Universität zu Berlin mit seiner Dissertation „Über die Bernsteinsche Theorie der partiellen Differentialgleichungen zweiter Ordnung vom elliptischen Typus“ zum Doktor der Philosophie (Dr. phil.) promoviert. Der Korreferent war Ludwig Bieberbach.
Während des Zweiten Weltkriegs arbeitete er als Kryptoanalytiker in der Inspektion 7 Gruppe VI (OKH/In 7/VI), also der Dechiffriergruppe im OKH, mit Sitz am Matthäikirchplatz, unweit des Bendlerblocks, in Berlin. Zunächst im Rang eines Wachtmeisters (Feldwebel), wurde er mit Wirkung vom 1. März 1943 zum Leutnant befördert. Ab dem 13. April 1943 leitete er das innerhalb von OKH/In 7/VI neu gegründete Referat F (Forschung). Sein Stellvertreter dort wurde Uffz. Willi Rinow. Seine Gruppe befasste sich sowohl mit der Überprüfung der Sicherheit der eigenen Verschlüsselungsverfahren, insbesondere der Rotor-Chiffriermaschine Enigma, gegen unbefugte Entzifferung (defensive Kryptologie) als auch mit der Informationsgewinnung und nach Möglichkeit dem Bruch verschlüsselter fremder Nachrichten und Verfahren (offensive Kryptologie). Dazu gehörte die Maschine B-211, eine weiterentwickelte B-21 des Schweden Boris Hagelin.
Nach dem Krieg war er in leitender Funktion bei der Münchener Rückversicherungs-Gesellschaft tätig.

## Schriften
- Über die Bernsteinsche Theorie der partiellen Differentialgleichungen zweiter Ordnung vom elliptischen Typus, 1935
- Zur Schätzung von Prämienreserven in der Lebensversicherung, 1957